# Seveso
Seveso es una localidad y comune italiana de la provincia de Monza y Brianza, región de Lombardía. Está situado a una altitud de 211 m s. n. m., que ocupa un área de 7,34 km² con una población de alrededor de 21.000 habitantes. Recibe el nombre de un río que fluye de norte a sur desde Como.
El 10 de julio de 1976 ocurrió un accidente industrial en este municipio que causó numerosos daños: se lo conoce con el nombre de desastre de Seveso.

## Historia
La primera referencia a Seveso es un manuscrito fechado el 10 de diciembre de 996 que habla de "Gisibertus Presbiter de Ordine Ecclesiae et plebe Sanctorum Protasii et Gervasii sita Seuse". La historia ha estado ligada a la iglesia, concretamente al monasterio de Meda, fundado en el lugar en el año 780.

## Transportes

### Aeropuerto
El aeropuerto más cercano es el de Malpensa.

### Conexiones viales
La conexión vial principal es la autovía Milán-Como.

### Conexiones ferroviarias
En Seveso hay una estación de ferrocarril de las líneas Milán-Seveso-Erba-Canzo y Milán-Seveso-Lentate sul Seveso de las Ferrovie Nord. Se está trabajando para volver a utilizar la vieja línea Saronno-Seregno, que permitiría unir el aeropuerto de Malpensa con la ciudad de Bérgamo.

### Transportes urbanos
Hay un servicio de buses que une Seveso a Saronno y a Seregno.

## Evolución demográfica
| Gráfica de evolución demográfica de Seveso entre 1861 y 2001 |
|                                                              |
| Fuente ISTAT - elaboración gráfica de Wikipedia              |